# چاتسوورت (آیووا)
چاتسوورت (به انگلیسی: Chatsworth) شهری در ایالت آیووا کشور ایالات متحده آمریکا است که جمعیت آن در سرشماری سال ۲۰۱۰ میلادی، ۷۹ نفر بوده‌است.